# Philip Howard Colomb
Philip Howard Colomb, född 29 maj 1831, död 13 oktober 1899, var en brittisk sjömilitär.
Colomb inträdde i marinen 1846, blev kommendör 1870, innan han fick avsked 1886. 1887 blev han konteramiral i reserven och 1892 viceamiral. Colomb var lärare vid marinakademin i Greenwich och utgav flera sjömilitära arbeten, bland annat Naval Warfare (1891, svensk översättning Sjökriget 1903), samt Essays on Naval Defence (1893).